# Museu da Santa Casa da Misericórdia da Póvoa de Varzim

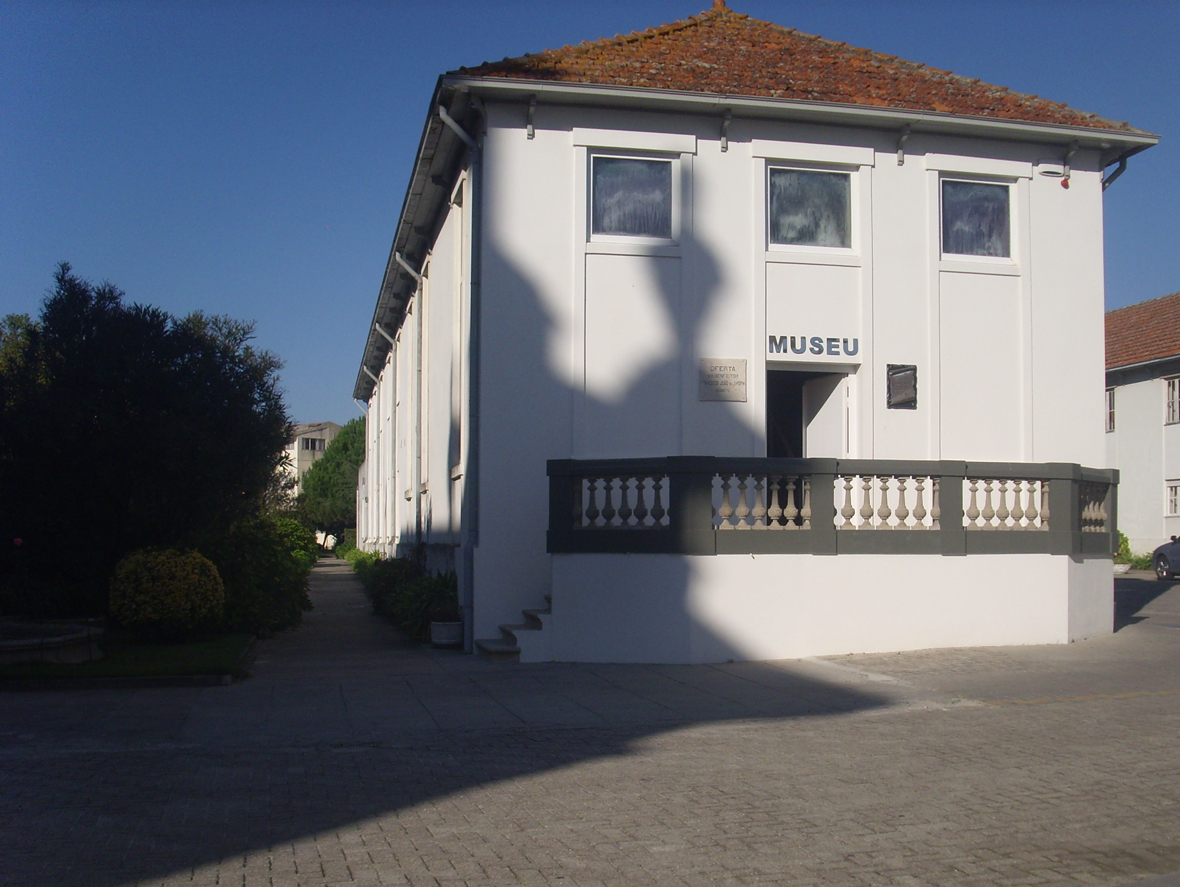
Museu da Santa Casa.

O Museu da Santa Casa da Misericórdia é um museu localizado no Largo das Dores, no complexo da Santa Casa na cidade da Póvoa de Varzim em Portugal.
Destaca-se no acervo do museu a pintura a óleo quinhentista Pietà (da Escola de Luis de Morales, c. 1520-1586, Espanha, onde se espelham influências italianas e flamengas), o Ex-voto do Senhor da Prisão (pintura de 1817 proveniente da antiga Igreja de Santa Maria de Varzim) e imagem de Santo António de Pádua ou de Lisboa (século XVI ou XVII), diferente da iconografia comum, sendo este ícone conforme o santo era descrito por um cronista de Pádua.